# Glucagonoma
El glucagonoma es un tipo de tumor muy poco frecuente que se localiza en el páncreas y tiene la particularidad de producir glucagón. El glucagón es una hormona peptídica de 29 aminoácidos producida en condiciones anormales por las células alfa del páncreas y que tiene efecto hiperglucemiante - eleva la glucemia en la sangre -. Cuando existe un glucagonoma, la cantidad de glucagón circulante en la sangre es muy superior a la normal (hiperglucagonemia), ello provoca el síndrome del glucagonoma que se manifiesta por diabetes mellitus, anemia, perdida de peso, trombosis venosa y lesiones características en la piel que reciben el nombre de eritema necrolítico migratorio. El glucagonoma puede comportarse como un tumor maligno o cáncer en el 60 % de los casos, con tendencia por lo tanto a extenderse a otros órganos mediante metástasis, principalmente al hígado. El resto se comporta como benigno. El tamaño del tumor suele estar comprendido entre 5 y 10 cm de diámetro. El tratamiento recomendado es la extirpación mediante cirugía.